# Chmiel (wieś)
Chmiel – wieś w Polsce położona w województwie podkarpackim, w powiecie bieszczadzkim, w gminie Lutowiska.
W latach 1975–1998 miejscowość położona była w województwie krośnieńskim.
Wierni kościoła rzymskokatolickiego należą do parafii św. Michała Archanioła w Dwerniku. We wsi jest kościół filialny (dawna cerkiew).

## Położenie
Miejscowość położona jest w dolinie Sanu u podnóża Otrytu. Przed wojną na jego stokach znajdowały się dwa przysiółki: Otryt Dolny i Otryt Górny.
Nazwa pochodzi od chmielu.

## Historia
Lokowany na prawie wołoskim przez Kmitów w początku XVI wieku. Podawane są dwie daty lokacji 1502 i 1526. Piotr Kmita Sobieński do 1553 dziedziczył Chmiel, a po jego śmierci bezdzietna wdowa Barbara Kmita z Herburtów. W dobrach Kmitów pozostawał do 1580, a następnie był własnością rodu Stadnickich do 1653. 
W końcu XVI wieku zbudowano pierwszą cerkiew greckokatolicką, która spłonęła. W 1709 wioska została spalona przez cofających się Szwedów. W 1795 wysiłkiem mieszkańców obok XVII-wiecznej dzwonnicy postawiono nową cerkiew pod wezwaniem św. Mikołaja. Cerkiew ta przetrwała do 1904, gdy ze względu na zły stan techniczny rozebrano ją wznosząc kolejną w 1906 poświęconą temu samemu patronowi. Cerkiew ta wraz ze specjalnie zbudowanymi domostwami została zekranizowana jako Raszków w filmie Pan Wołodyjowski.
Wiek XVIII i XIX przynosił stałe zmiany właścicieli aż do 1900, gdy Chmiel nabył Mendel Rand. W 1930 majątek przeszedł na Arona Jarmusza. W tym czasie zamieszkiwało go ok. 300 osób, z czego 98% grekokatolicy i 2% żydzi. W 1939 wraz z innymi terenami II RP został anektowany przez ZSRR. Do Polski powrócił dopiero po korekcie granicy w 1951. We wsi utworzono obejmujący 400 ha PGR, a od 1959 z inicjatywy Stowarzyszenia PAX Chmiel ponownie został zasiedlony osadnikami z Nowosądecczyzny i innych regionów kraju. Wróciło do niego też wielu autochtonów, których wojenne losy rzuciły w odległe zakątki Polski. Mieszkał tu m.in. Franciszek Kaźmierczyk – myśliwy, który zastrzelił 58 wilków (najwięcej w kraju). 
Obecnie w Chmielu zamieszkuje 130 osób. Znajdują się trzy placówki handlowe, przystanek autobusowy oraz kilka gospodarstw agroturystycznych.

## Demografia
- 1921 Chmiel zamieszkiwało 336 osób (w 137 domach mieszkalnych):
  - 328 wyznania greckokatolickiego
  - 8 wyznania mojżeszowego
- 1991 – 108 osób
- 2004 – 149 osób
- 2011 – 157 osób[7][8]
- 2020 – 144 osób[1]

## Zabytki
W miejscowości znajduje się zabytkowa dawna cerkiew greckokatolicka św. Mikołaja. Na przełomie lat 50. i 60. użytkowana przez PGR jako magazyn. W 1969 została przejęta przez kościół rzymskokatolicki i służy jako kościół filialny parafii św. Michała Archanioła w Dwerniku. Wyremontowana w latach 1970–1977. 
Na cmentarzu znajduje się nagrobek z 1641 z inskrypcją w języku starocerkiewnym. Kolejnym zabytkiem jest nagrobek Emanuela Ricci, właściciela dóbr ziemskich z pierwszej połowy XIX w. z napisem w języku polskim, oraz kilkadziesiąt krzyży greckokatolickich. Ród Riccich posiadał na tym terenie kilka dóbr, mimo że największe skupisko tej rodziny było aż we Lwowie (zob. Księga adresowa miasta Lwowa 1904).
Do rejestru zabytków nieruchomych wpisane są obiekty:
- cerkiew greckokatolicka, ob. kościół rzymskokatolicki pw. św. Mikołaja, drewn., 1906, nr rej.: A-139 z 29 maja 1968
- cmentarz, nr rej.: j.w.
- zagroda jednobudynkowa nr 37, k. XIX, nr rej.: A-781 z 29.04.1975; przeniesiona do etnograficznego Muzeum Budownictwa Ludowego w Sanoku.